# Nina Larsson
Nina Therese Larsson (ur. 28 września 1976 w Vänersborgu) – szwedzka polityczka, posłanka do Riksdagu, od 2025 minister.

## Życiorys
Absolwentka uczelni wojskowej Militärhögskolan Karlberg z 2001. Była zawodowym wojskowym, uzyskała stopień oficerski.
Działaczka Ludowej Partii Liberałów, od 2015 funkcjonującej pod nazwą Liberałowie. W latach 2006–2014 sprawowała mandat posłanki do Riksdagu. Od 2010 do 2014 pełniła funkcję sekretarza swojego ugrupowania. Była też przewodniczącą Studieförbundet Vuxenskolan, stowarzyszenia zajmującego się edukacją dorosłych. Po odejściu z parlamentu pracowała na stanowiskach menedżerskich w sektorze prywatnym.
W kwietniu 2025 objęła urząd ministra do spraw równości płci i życia zawodowego w rządzie Ulfa Kristerssona. W czerwcu 2025 przeszła na stanowisko ministra ds. równości płci.